# 師存智
師存智（1470年—？），字汝愚，河南開封府太康縣人，民籍，明朝政治人物。

## 生平
弘治十一年（1498年）戊午科河南鄉試第六十五名舉人。弘治十八年（1505年）中式乙丑科會試第三百名，三甲第一百九十五名進士。官桐城縣知縣，正德六年（1511年）十二月選授湖廣道试監察御史。九年两浙巡盐，奏修举盐法六事，十二年巡按陕西，十三年任掌道御史。

## 家族
曾祖師貞；祖父師璣；父師恩，母魯氏。具庆下。兄存禮。